# Нов
Нов (фр. Noves) — коммуна на юго-востоке Франции в регионе Прованс — Альпы — Лазурный Берег, департамент Буш-дю-Рон, округ Арль, кантон Шаторенар.
Площадь коммуны — 27,92 км², население — 4906 человек (2006) с тенденцией к росту: 5293 человека (2012), плотность населения — 189,6 чел/км².

## Население
Население коммуны в 2011 году составляло 5238 человек, а в 2012 году — 5293 человека.
| 1962 | 1968 | 1975 | 1982 | 1990 | 1999 | 2005 | 2006 | 2010 | 2011 | 2012 |
| ---- | ---- | ---- | ---- | ---- | ---- | ---- | ---- | ---- | ---- | ---- |
| 3267 | 3579 | 3593 | 3693 | 4021 | 4440 | 4845 | 4906 | 5233 | 5238 | 5293 |

Динамика населения:

## Экономика
В 2010 году из 3289 человек трудоспособного возраста (от 15 до 64 лет) 2517 были экономически активными, 772 — неактивными (показатель активности 76,5 %, в 1999 году — 70,8 %). Из 2517 активных трудоспособных жителей работали 2207 человек (1178 мужчин и 1029 женщин), 310 числились безработными (128 мужчин и 182 женщины). Среди 772 трудоспособных неактивных граждан 250 были учениками либо студентами, 274 — пенсионерами, а ещё 248 — были неактивны в силу других причин.
На протяжении 2010 года в коммуне числилось 2119 облагаемых налогом домохозяйств, в которых проживало 5099,0 человек. При этом медиана доходов составила 17 тысяч 737 евро на одного налогоплательщика.

## Достопримечательности (фотогалерея)
- Здание мэрии
- Церковь
- Кафе